# Alseis longifolia
Alseis longifolia är en måreväxtart som beskrevs av Adolpho Ducke. Alseis longifolia ingår i släktet Alseis och familjen måreväxter. Inga underarter finns listade i Catalogue of Life.